# Provincia Potenza
Potenza este o provincie în regiunea Basilicata în Italia.